# Aritella curtipennis
Aritella curtipennis är en insektsart som först beskrevs av Mjoberg 1913.  Aritella curtipennis ingår i släktet Aritella och familjen syrsor. Inga underarter finns listade i Catalogue of Life.